# Loosely Exactly Nicole

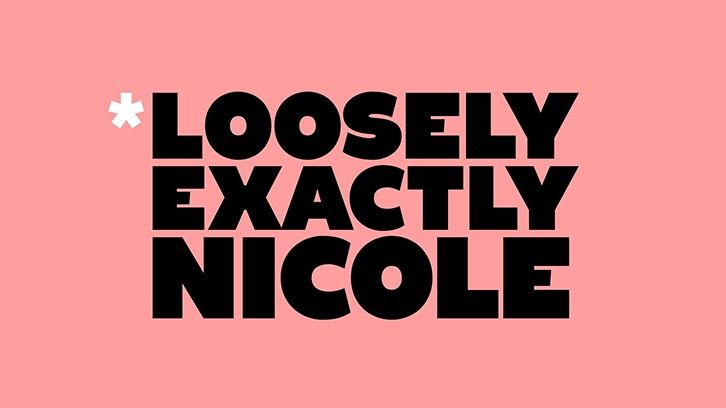
Loosely Exactly Nicole Season 1 title card

Loosely Exactly Nicole es una serie de televisión de comedia creado por Christian Lander y Christine Zander. Lo protagonizan Nicole Byer, Jacob Wysocki, Jen D'Angelo, Kevin Bigley y Allyn Rachel. La serie se estrenó el 5 de septiembre de 2016, en MTV.
El 9 de febrero de 2017, MTV canceló la serie tras una sola temporada emitida.

## Elenco
- Nicole Byer como Nicole.
- Jacob Wysocki como Devin.
- Jen D'Angelo como Veronica.
- Kevin Bigley como Derrick.
- Allyn Rachel como Avi.
- Hope Shapiro como Connie.
- Lewie Bartone como Guy.

## Episodios
| N.º | Título                   | Dirigido por  | Escrito por                         | Fecha de emisión original | Código de prod. | Audiencia (millones) |
| --- | ------------------------ | ------------- | ----------------------------------- | ------------------------- | --------------- | -------------------- |
| 1   | «Babysitting»            | Chioke Nassor | Christian Lander y Christine Zander | 5 de septiembre de 2016   | 101             | 0.34                 |
| 2   | «Breakfast with Derrick» | Steve Pink    | Jackie Clarke                       | 12 de septiembre de 2016  | 102             | 0.23                 |
| 3   | «Six Hour Braid»         | Steve Pink    | Grace Edwards                       | 19 de septiembre de 2016  | 103             | 0.25                 |
| 4   | «Mistress»               | Steve Pink    | Grace Edwards                       | 26 de septiembre de 2016  | 104             | 0.20                 |
| 5   | «Danny Boom»             | Linda Mendoza | Christine Zander                    | 3 de octubre de 2016      | 105             | 0.18                 |
| 6   | «Stripper»               | Linda Mendoza | Laura House                         | 10 de octubre de 2016     | 106             | 0.21                 |
| 7   | «Brother Visits»         | Chioke Nassor | Chioke Nassor                       | 21 de octubre de 2016     | 107             | 0.19                 |